# CONCACAF Gold Cup 2025/Gruppe A
| Pl. | Land                    | Sp. | S | U | N | Tore    | Diff. | Punkte |
| --- | ----------------------- | --- | - | - | - | ------- | ----- | ------ |
| 1.  | Mexiko                  | 3   | 2 | 1 | 0 | 005:200 | +3    | 07     |
| 2.  | Costa Rica              | 3   | 2 | 1 | 0 | 006:400 | +2    | 07     |
| 3.  | Dominikanische Republik | 3   | 0 | 1 | 2 | 003:500 | −2    | 01     |
| 4.  | Suriname                | 3   | 0 | 1 | 2 | 003:600 | −3    | 01     |

Die Gruppe A des CONCACAF Gold Cups 2025 war eine der vier Gruppen des Turniers. Das erste Spiel wurde am 14. Juni 2025 ausgetragen, der letzte Spieltag fand am 22. Juni 2025 statt. Die Gruppe bestand aus den Nationalmannschaften aus Mexiko, Costa Rica, Suriname und der Dominikanischen Republik.

## Mexiko – Dominikanische Republik 3:2 (1:0)
| Mexiko                                                                         | Mexiko | Dominikanische Republik | Dominikanische Republik |
| ------------------------------------------------------------------------------ | --- | --- | ----------------------- |
| Mexiko                                                                         | \| 1. Spieltag \| \| 14. Juni 2025 um 19:15 Uhr (15. Juni um 4:15 MESZ) in Inglewood (SoFi Stadium) \| \| Zuschauer: 54.309 \| \| Schiedsrichter: Oshane Nation ( Jamaika) \| \| Spielbericht \| | \| 1. Spieltag \| \| 14. Juni 2025 um 19:15 Uhr (15. Juni um 4:15 MESZ) in Inglewood (SoFi Stadium) \| \| Zuschauer: 54.309 \| \| Schiedsrichter: Oshane Nation ( Jamaika) \| \| Spielbericht \| | Dominikanische Republik |
| Mexiko                                                                         | Luis Malagón – Jorge Sánchez, Israel Reyes (46. Carlos Rodríguez), César Montes (83. Jesús Orozco), Jesús Gallardo – Roberto Alvarado, Érik Lira, Edson Álvarez , Orbelín Pineda (46. Alexis Vega) – Santiago Giménez (73. Julián Quiñones), Raúl Jiménez (83. César Huerta) Cheftrainer: Javier Aguirre | Xavier Valdez – Joao Urbáez (90. Juan Carlos Pineda), Jimmy Kaparos, Pablo Rosario, Edgar Pujol, Noah Dollenmayer (61. Luiyi de Lucas) – Peter González, Heinz Mörschel (79. Ronaldo Vásquez), Jean Carlos López , Edarlyn Reyes (61. Edison Azcona) – Dorny Romero (79. Erick Japa) Cheftrainer: Marcelo Neveleff ( Argentinien) | Dominikanische Republik |
| Mexiko                                                                         | 1:0 Ed. Álvarez (44.) 2:0 Jiménez (47.) 3:1 Montes (53.) | 2:1 González (51.) 3:2 Azcona (67.) | Dominikanische Republik |
| Mexiko                                                                         | Quiñones (90.+5'), Gallardo (90.+6') | Mörschel (65.), López (77.), Japa (80.) | Dominikanische Republik |
| Mexiko                                                                         | Spieler des Spiels: Edson Álvarez (Mexiko) | | Dominikanische Republik |
| 1. Spieltag                                                                    | | |                         |
| 14. Juni 2025 um 19:15 Uhr (15. Juni um 4:15 MESZ) in Inglewood (SoFi Stadium) | | |                         |
| Zuschauer: 54.309                                                              | | |                         |
| Schiedsrichter: Oshane Nation ( Jamaika)                                       | | |                         |
| Spielbericht                                                                   | | |                         |

## Costa Rica – Suriname 4:3 (2:1)
| Costa Rica                                                                           | Costa Rica | Suriname | Suriname |
| ------------------------------------------------------------------------------------ | --- | --- | -------- |
| Costa Rica                                                                           | \| 1. Spieltag \| \| 15. Juni 2025 um 20:00 Uhr (16. Juni um 5:00 MESZ) in San Diego (Snapdragon Stadium) \| \| Zuschauer: 7.736 \| \| Schiedsrichter: Joe Dickerson ( Vereinigte Staaten) \| \| Spielbericht \| | \| 1. Spieltag \| \| 15. Juni 2025 um 20:00 Uhr (16. Juni um 5:00 MESZ) in San Diego (Snapdragon Stadium) \| \| Zuschauer: 7.736 \| \| Schiedsrichter: Joe Dickerson ( Vereinigte Staaten) \| \| Spielbericht \|                                                                                         | Suriname |
| Costa Rica                                                                           | Keylor Navas – Carlos Mora (78. Warren Madrigal), Jeyland Mitchell, Fernán Faerrón, Francisco Calvo, Joseph Mora (78. Ariel Lassiter) – Alejandro Bran (66. Kenneth Vargas), Orlando Galo, Brandon Aguilera (66. Josimar Alcócer) – Alonso Martínez (85. Andy Rojas), Manfred Ugalde Cheftrainer: Miguel Herrera ( Mexiko) | Etienne Vaessen – Anfernee Dijksteel (46. Myenty Abena), Liam van Gelderen, Dion Malone , Shaquille Pinas, Ridgeciano Haps – Denzel Jubitana (88. Jean-Paul Boëtius), Kenneth Paal, Richonell Margaret (88. Jaden Montnor) – Gyrano Kerk, Gleofilo Vlijter (66. Dhoraso Klas) Cheftrainer: Stanley Menzo | Suriname |
| Costa Rica                                                                           | 1:0 Martínez (14.) 2:0 Ugalde (19., Foulelfmeter) 3:3 Alcócer (76.) 4:3 Ugalde (90.+13', Foulelfmeter) | 2:1 Kerk (34.) 2:2 Margaret (59.) 2:3 Pinas (64., Handelfmeter) | Suriname |
| Costa Rica                                                                           | Martínez (4.) | Vlijter (53.), Malone (84.) | Suriname |
| Costa Rica                                                                           | Spieler des Spiels: Manfred Ugalde (Costa Rica) | | Suriname |
| 1. Spieltag                                                                          | | |          |
| 15. Juni 2025 um 20:00 Uhr (16. Juni um 5:00 MESZ) in San Diego (Snapdragon Stadium) | | |          |
| Zuschauer: 7.736                                                                     | | |          |
| Schiedsrichter: Joe Dickerson ( Vereinigte Staaten)                                  | | |          |
| Spielbericht                                                                         | | |          |

## Costa Rica – Dominikanische Republik 2:1 (1:1)
| Costa Rica                                                                     | Costa Rica | Dominikanische Republik | Dominikanische Republik |
| ------------------------------------------------------------------------------ | --- | --- | ----------------------- |
| Costa Rica                                                                     | \| 2. Spieltag \| \| 18. Juni 2025 um 18:00 Uhr (19. Juni um 1:00 MESZ) in Arlington (AT&T Stadium) \| \| Zuschauer: 34.015 \| \| Schiedsrichter: Lukasz Szpala ( Vereinigte Staaten) \| \| Spielbericht \| | \| 2. Spieltag \| \| 18. Juni 2025 um 18:00 Uhr (19. Juni um 1:00 MESZ) in Arlington (AT&T Stadium) \| \| Zuschauer: 34.015 \| \| Schiedsrichter: Lukasz Szpala ( Vereinigte Staaten) \| \| Spielbericht \| | Dominikanische Republik |
| Costa Rica                                                                     | Keylor Navas – Carlos Mora, Jeyland Mitchell, Juan Pablo Vargas, Francisco Calvo, Joseph Mora – Brandon Aguilera (80. Kenneth Vargas), Orlando Galo, Josimar Alcócer (88. Guillermo Villalobos) – Alonso Martínez (80. Andy Rojas), Manfred Ugalde (90.+3' Álvaro Zamora) Cheftrainer: Miguel Herrera ( Mexiko) | Xavier Valdez – Joao Urbáez (90. Juan Carlos Pineda), Jimmy Kaparos, Edgar Pujol (71. Luiyi de Lucas), Noah Dollenmayer – Jean Carlos López , Pablo Rosario, Heinz Mörschel (90.+3' Lucas Bretón) – Peter González (77. Rafael Núñez), Dorny Romero, Edarlyn Reyes (77. Ronaldo Vásquez) Cheftrainer: Marcelo Neveleff ( Argentinien) | Dominikanische Republik |
| Costa Rica                                                                     | 1:1 Ugalde (44., Foulelfmeter) 2:1 Alcócer (85.) | 0:1 Urbáez (16.) | Dominikanische Republik |
| Costa Rica                                                                     | J. Mora (41.), Ugalde (49.), Alcócer (87.), K. Vargas (90.+4') | Urbáez (49.), Japa (50., Bank), de Lucas (75.), Rosario (90.+2') | Dominikanische Republik |
| Costa Rica                                                                     | Spieler des Spiels: Josimar Alcócer (Costa Rica) | | Dominikanische Republik |
| 2. Spieltag                                                                    | | |                         |
| 18. Juni 2025 um 18:00 Uhr (19. Juni um 1:00 MESZ) in Arlington (AT&T Stadium) | | |                         |
| Zuschauer: 34.015                                                              | | |                         |
| Schiedsrichter: Lukasz Szpala ( Vereinigte Staaten)                            | | |                         |
| Spielbericht                                                                   | | |                         |

## Suriname – Mexiko 0:2 (0:0)
| Suriname                                                                       | Suriname | Mexiko | Mexiko |
| ------------------------------------------------------------------------------ | --- | --- | ------ |
| Suriname                                                                       | \| 2. Spieltag \| \| 18. Juni 2025 um 21:00 Uhr (19. Juni um 4:00 MESZ) in Arlington (AT&T Stadium) \| \| Zuschauer: 34.015 \| \| Schiedsrichter: Selvin Brown ( Honduras) \| \| Spielbericht \| | \| 2. Spieltag \| \| 18. Juni 2025 um 21:00 Uhr (19. Juni um 4:00 MESZ) in Arlington (AT&T Stadium) \| \| Zuschauer: 34.015 \| \| Schiedsrichter: Selvin Brown ( Honduras) \| \| Spielbericht \| | Mexiko |
| Suriname                                                                       | Etienne Vaessen – Liam van Gelderen, Myenty Abena, Shaquille Pinas, Ridgeciano Haps – Dion Malone (65. Gleofilo Vlijter), Kenneth Paal, Jean-Paul Boëtius (65. Dhoraso Klas), Denzel Jubitana (71. Immanuël Pherai), Richonell Margaret – Gyrano Kerk (86. Jaden Montnor) Cheftrainer: Stanley Menzo | Luis Malagón – Israel Reyes, César Montes, Johan Vásquez (76. Jesús Orozco), Jesús Gallardo – Roberto Alvarado, Edson Álvarez , Marcel Ruiz (72. Luis Chávez), Alexis Vega (72. César Huerta) – Julián Quiñones (72. Ángel Sepúlveda), Raúl Jiménez (64. Santiago Giménez) Cheftrainer: Javier Aguirre | Mexiko |
| Suriname                                                                       | 0:1 Montes (57.) 0:2 Montes (63.) | | Mexiko |
| Suriname                                                                       | Montes (88.) | | Mexiko |
| Suriname                                                                       | Spieler des Spiels: César Montes (Mexiko) | | Mexiko |
| 2. Spieltag                                                                    | | |        |
| 18. Juni 2025 um 21:00 Uhr (19. Juni um 4:00 MESZ) in Arlington (AT&T Stadium) | | |        |
| Zuschauer: 34.015                                                              | | |        |
| Schiedsrichter: Selvin Brown ( Honduras)                                       | | |        |
| Spielbericht                                                                   | | |        |

## Mexiko – Costa Rica 0:0
| Mexiko                                                                             | Mexiko | Costa Rica | Costa Rica |
| ---------------------------------------------------------------------------------- | --- | --- | ---------- |
| Mexiko                                                                             | \| 3. Spieltag \| \| 22. Juni 2025 um 19:00 Uhr (23. Juni um 4:00 MESZ) in Paradise (Allegiant Stadium) \| \| Zuschauer: 35.000 \| \| Schiedsrichter: Mario Escobar ( Guatemala) \| \| Spielbericht \|                                                                                                   | \| 3. Spieltag \| \| 22. Juni 2025 um 19:00 Uhr (23. Juni um 4:00 MESZ) in Paradise (Allegiant Stadium) \| \| Zuschauer: 35.000 \| \| Schiedsrichter: Mario Escobar ( Guatemala) \| \| Spielbericht \|                                                                                               | Costa Rica |
| Mexiko                                                                             | Luis Malagón – Jorge Sánchez, César Montes, Johan Vásquez, Mateo Chávez (70. Jesús Gallardo) – Edson Álvarez , Luis Chávez, Roberto Alvarado (75. César Huerta), Marcel Ruiz (75. Carlos Rodríguez), Alexis Vega (88. Julián Quiñones) – Raúl Jiménez (69. Santiago Giménez) Cheftrainer: Javier Aguirre | Keylor Navas – Carlos Mora (58. Andy Rojas), Jeyland Mitchell (65. Kenay Myrie), Juan Pablo Vargas, Francisco Calvo, Joseph Mora – Brandon Aguilera, Orlando Galo, Josimar Alcócer – Alonso Martínez (88. Kenneth Vargas), Manfred Ugalde (88. Fernán Faerrón) Cheftrainer: Miguel Herrera ( Mexiko) | Costa Rica |
| Mexiko                                                                             | Montes (57.), L. Chávez (72.) | Calvo (3.), C. Mora (3.), J. Mora (54.), Galo (57.), Ugalde (84.) | Costa Rica |
| Mexiko                                                                             | Spieler des Spiels: Keylor Navas (Costa Rica) | | Costa Rica |
| 3. Spieltag                                                                        | | |            |
| 22. Juni 2025 um 19:00 Uhr (23. Juni um 4:00 MESZ) in Paradise (Allegiant Stadium) | | |            |
| Zuschauer: 35.000                                                                  | | |            |
| Schiedsrichter: Mario Escobar ( Guatemala)                                         | | |            |
| Spielbericht                                                                       | | |            |

## Dominikanische Republik – Suriname 0:0
| Dominikanische Republik                                                        | Dominikanische Republik | Suriname | Suriname |
| ------------------------------------------------------------------------------ | --- | --- | -------- |
| Dominikanische Republik                                                        | \| 3. Spieltag \| \| 22. Juni 2025 um 21:00 Uhr (23. Juni um 4:00 MESZ) in Arlington (AT&T Stadium) \| \| Zuschauer: 20.918 \| \| Schiedsrichter: Ismael Cornejo ( El Salvador) \| \| Spielbericht \| | \| 3. Spieltag \| \| 22. Juni 2025 um 21:00 Uhr (23. Juni um 4:00 MESZ) in Arlington (AT&T Stadium) \| \| Zuschauer: 20.918 \| \| Schiedsrichter: Ismael Cornejo ( El Salvador) \| \| Spielbericht \| | Suriname |
| Dominikanische Republik                                                        | Xavier Valdez – Joao Urbáez (46. Juan Carlos Pineda), Edgar Pujol, Pablo Rosario, Noah Dollenmayer – Jean Carlos López , Heinz Mörschel (46. Juan Familia-Castillo), Peter González, Ronaldo Vásquez (35. Jimmy Kaparos), Edarlyn Reyes (88. Lucas Bretón) – Dorny Romero (70. Luiyi de Lucas) Cheftrainer: Marcelo Neveleff ( Argentinien) | Warner Hahn – Gyrano Kerk, Liam van Gelderen (74. Anfernee Dijksteel), Myenty Abena (90. Dion Malone), Shaquille Pinas , Djevencio van der Kust (66. Yannick Leliendal) – Denzel Jubitana, Dhoraso Klas (66. Immanuël Pherai), Kenneth Paal, Richonell Margaret – Gleofilo Vlijter (74. Jaden Montnor) Cheftrainer: Stanley Menzo | Suriname |
| Dominikanische Republik                                                        | Dollenmayer (16.), Mörschel (45.+3') | van der Kust (45.), Abena (48.), Pherai (75.), Leliendal (86.) | Suriname |
| Dominikanische Republik                                                        | Pujol (30.) | | Suriname |
| Dominikanische Republik                                                        | Spieler des Spiels: Xavier Valdez (Dominikanische Republik) | | Suriname |
| 3. Spieltag                                                                    | | |          |
| 22. Juni 2025 um 21:00 Uhr (23. Juni um 4:00 MESZ) in Arlington (AT&T Stadium) | | |          |
| Zuschauer: 20.918                                                              | | |          |
| Schiedsrichter: Ismael Cornejo ( El Salvador)                                  | | |          |
| Spielbericht                                                                   | | |          |